# Aphanorrhegma magdalenae
Aphanorrhegma magdalenae là một loài Rêu trong họ Funariaceae. Loài này được (De Sloover) Ochyra mô tả khoa học đầu tiên năm 1983.